# Партизанское (Винницкая область)
Партизанское (укр. Партизанське) — посёлок, входит в Бершадский район Винницкой области Украины.
Население по переписи 2001 года составляло 62 человека. Почтовый индекс — 24456. Телефонный код — 0432. Код КОАТУУ — 520483609.

## Местный совет
24456, Вінницька обл., Бершадський р-н, с. Осіївка, вул. Леніна, 93